# デヴィッド・エリソン
デヴィッド・エリソン（David Ellison、1983年1月9日 - ）は、アメリカ合衆国の映画プロデューサー。スカイダンス・プロダクションズの設立者でCEOである。

## キャリア
エリソンはスカイダンス・プロダクションズの設立者兼CEOである。2010年、協調融資350百万ドルを調達し、パラマウント映画と共同製作契約を結んだ。
エリソンは2010年に『バラエティ』のディール・メーカー・リストに選ばれ、さらに2011年には『フォーブス』の30アンダー30に選出された。
『フライボーイズ』などでは俳優として出演している。

## 家族
父親はオラクルのCEOのラリー・エリソン。妹は同じく映画プロデューサーでアンナプルナ・ピクチャーズの設立者ミーガン・エリソンである。

## フィルモグラフィ

### プロデュース
- トゥルー・グリット True Grit（2010）製作総指揮
- ミッション:インポッシブル/ゴースト・プロトコル Mission: Impossible – Ghost Protocol（2011）製作総指揮
- アウトロー Jack Reacher（2012）製作
- 人生はノー・リターン 〜僕とオカン、涙の3000マイル〜 The Guilt Trip（2012）製作総指揮
- G.I.ジョー バック2リベンジ G.I. Joe: Retaliation（2013）製作総指揮
- ワールド・ウォーZ World War Z（2013）製作総指揮
- スター・トレック イントゥ・ダークネス Star Trek Into Darkness（2013）製作総指揮
- エージェント:ライアン Jack Ryan: Shadow Recruit（2014）製作
- ターミネーター:新起動/ジェニシス Terminator Genisys（2015）製作
- ミッション:インポッシブル/ローグ・ネイション Mission: Impossible – Rogue Nation（2015）製作
- ジオストーム（2017）製作
- ミッション:インポッシブル/フォールアウト Mission: Impossible - Fallout（2018）製作
- アナイアレイション -全滅領域- Annihilation（2018）制作総指揮
- ジャック・ライアン Tom Clancy's Jack Ryan（2018）製作総指揮
- ターミネーター:ニュー・フェイト Terminator: Dark Fate（2019）製作
- ジェミニマン Gemini Man（2019）製作
- 6アンダーグラウンド 6 Underground（2019）製作
- G.I.ジョー:漆黒のスネークアイズ Snake Eyes（2021）製作総指揮
- ジャック・リーチャー ～正義のアウトロー～ Reacher（2022）ドラマシリーズ製作総指揮
- トップガン マーヴェリック Top Gun: Maverick（2022）製作
- 史上最高のカンパイ! 戦地にビールを届けた男 The Greatest Beer Run Ever（2022）製作
- AIR/エア Air（2023）製作
- ハート・オブ・ストーン Heart of Stone（2023）製作
- スパイキッズ:アルマゲドン Spy Kids: Armageddon（2023）製作
- 深い谷の間に The Gorge（2025）製作

### 出演
- フライボーイズ Flyboys（2006）エディー・ビーグル役